# Devon Van Oostrum
Devon Van Oostrum, né le 24 janvier 1993 à Groningue, aux Pays-Bas, est un joueur anglais de basket-ball. Il évolue au poste d'arrière. 